# Ghat Gaun
Ghat Gaun – gaun wikas samiti w zachodniej części Nepalu w strefie Bheri w dystrykcie Surkhet. Według nepalskiego spisu powszechnego z 2001 roku liczył on 853 gospodarstw domowych i 4358 mieszkańców (2291 kobiet i 2067 mężczyzn).